# Jan Pivečka
Jan Pivečka (19. října 1919 Slavičín – 5. ledna 2004 Zlín) byl český podnikatel, obuvník, který pracoval ve firmě Tomáše Bati. Po roce 1948 působil v zahraničí. Po sametové revoluci v roce 1990 působil jako mezinárodního poradce ve střední a východní Evropě v obuvnickém průmyslu.

## Životopis
Narodil se ve Slavičíně v rodině, která měla tradici ševců, koželuhů a soukeníků. Navštěvoval gymnázium v Uherském Hradišti a v roce 1938 maturoval na Obchodní akademii v Brně. Poté se na přání svého otce vyučil u ševce Mačka v Pitíně řemeslu, které si za krátkou dobu oblíbil. Jako úspěšný student měl možnost pracovat u firmy Baťa ihned po maturitě, ale jeho otec s tím nesouhlasil. Během druhé světové války založil ve Slavičíně Závodní učňovskou školu. Vzorem mu byl Tomáš Baťa, se kterým jeho rodina udržovala obchodní a přátelské vztahy. Po skončení druhé světové války se stal prvním předsedou Svazu obuvnického průmyslu. A v roce 1946 přijal nabídku pracovat u Baťů. Se smlouvou odletěl na tři roky do Indie, později do Pákistánu, na Cejlon a následně na Jávu. V důsledku politické změny v Československu v roce 1948 a znárodnění rodinného podniku se do Evropy vrátil v roce 1956 s francouzským pasem a do Československa se nevrátil. Pomohl zachránit přítelovu obuvnickou továrnu před krachem a společně s ním začal podnikat v Západním Německu, kde podnikal následujících čtyřiadvacet let a kde se také oženil. Potíže s jeho podnikem, které byly způsobeny rychle rostoucími výrobními náklady a zvýšeným dovozem levnější asijské obuvi, nastaly s útlumem celého německého obuvnického průmyslu po roce 1970. Již v té době se řídil heslem „nikdy se nevzdávej” (never give up). Začal vyrábět obuv racionálně z moderních materiálů a snažil se překonávat rostoucí potíže. Bojoval až do roku 1980, kdy ho beznadějná situace donutila kapitulovat podnikání ukončit. Ztratil majetek, ale zachoval si dobré jméno, reputaci odborníka a získal další zkušenost pro život. V roce 1990 působil jako mezinárodního poradce ve střední a východní Evropě v obuvnickém průmyslu. V roce 1993 byla jeho práce v mezinárodních organizacích oceněna udělením záslužného kříže prezidentem Spolkové republiky Německo. V roce 1999 byl vyznamenán Mezinárodním svazem obuvnických techniků v Itálii za zásluhy o rozvoj obuvnického průmyslu. 20. listopadu 2019 obdržel in memoriam poprvé v historii Cenu města Slavičína.

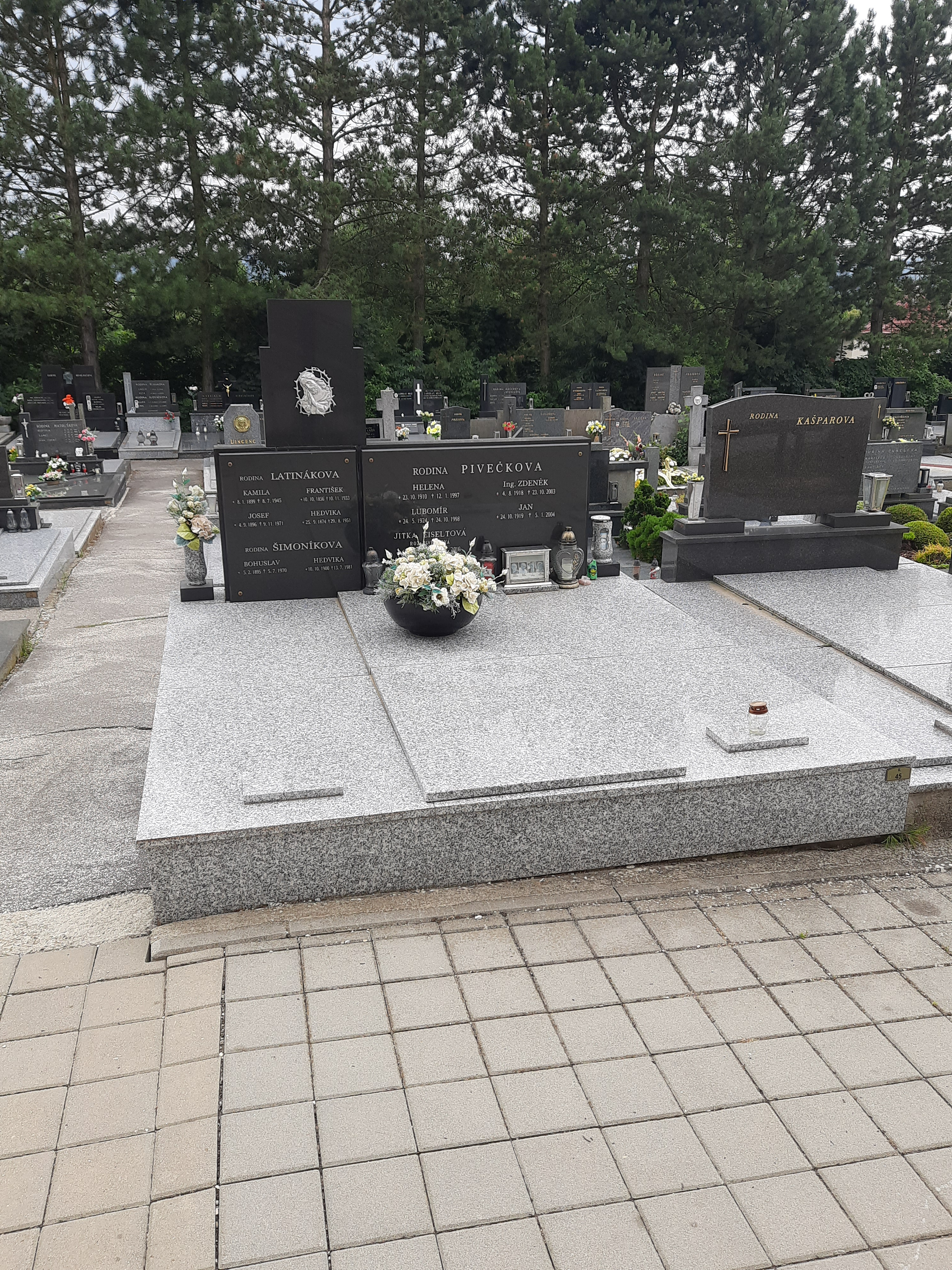
Rodinná hrobka na hřbitově ve Slavičíně

Zemřel 5. ledna 2004 v Baťově vile ve Zlíně. Pohřben byl v rodinné hrobce na hřbitově ve Slavičíně. 

## Nadace Jana Pivečky
Nadace Jana Pivečky byla založena v listopadu 1996. Kromě grantové podpory realizuje vlastní programy ve třech základních oblastech – motivace, výchova a vzdělávání mladých lidí a podpora jejich volnočasových aktivit, rozvoj a vytváření zdravé občanské společnosti a podpora trvale udržitelného rozvoje. Výchova mládeže je prováděna především formou besed a přednášek na školách a organizováním studentských soutěží. V rámci ekologických aktivit je podporována například rekonstrukce a údržba Pivečkova lesoparku.

### Pivečkův lesopark
Lesopark (dříve park „Pod Obruby”) byl založen v roce 1940, sloužil jako odpočinková zóna obyvatelům Slavičína a zejména pak zaměstnancům obuvnického podniku, který vlastnili Pivečkovi. V parku jsou k vidění dřevěné plastiky, díla mladých sochařů, studentů pražské uměleckoprůmyslové vysoké školy, které utváří atmosféru parku.

## Gymnázium Jana Pivečky
Gymnázium Jana Pivečky ve Slavičíně bylo založeno v roce 1992. Jeho první působiště bylo v areálu SOU strojírenského Slavičín a gymnázium tvořilo jediný subjekt spolu s Rodinnou školou. Osmiletý studijní program byl na gymnáziu zaveden v roce 1994 a areál školy se současně přesunul do Slavičína pod vedením ředitele Mgr. Ondřeje Kašpara. Od 1. dubna 2003 místo ředitele přebíral jeho zástupce Mgr. Josef Maryáš.